# Carlos Padrós Rubió
Carlos Padrós Rubió (ur. 9 listopada 1870 r. w Barcelonie, zm. 30 grudnia 1950 r. w Madrycie) – katalończyk, współzałożyciel i późniejszy prezes klubu piłkarskiego Real Madryt w latach 1904–1908. Na stanowisku tym zastąpił swego brata, Juana.
Carlos Padrós sędziował w pierwszym w historii finale Copa del Rey.
Został on trzecim prezesem Realu Madryt. Przed nim funkcję tę pełnili Julián Palacios oraz jego brat, Juan Padrós Rubió. Po objęciu tej funkcji, w dniu 23 października 1904 roku zorganizował pierwszy mecz międzynarodowy w wykonaniu Los Blancos. Jego następcą na stanowisku prezesa klubu został Adolfo Meléndez.